# درخشنده شهبانو
درخشندهٔ شهبانو (نام علمی: Heliodoxa imperatrix) نام یک گونه از سرده خورشیدرخشان‌ها است.